# Buio nella valle
Buio nella valle è una miniserie televisiva italiana di genere giallo del 1984. È ispirata ad alcuni fatti di cronaca, sottaciuti dal titolo generico ma avvenuti tra il 1933 e il 1946 ad Alleghe e noti come i misteri di Alleghe, dal titolo dell'omonimo libro-inchiesta di Sergio Saviane del 1964.

## Trama
Nel 1940, preannunciato da una propria lettera di avviso dal sapore ricattatorio, giunge in corriera a Pradegà, paese sperduto tra i monti dell'Italia settentrionale, lo sconosciuto Umberto, vissuto sotto il cognome di Diotallevi, di cui ha avvertito lo stigma infamante perché tipico dei trovatelli, e infatti attribuitogli perché figlio illegittimo avuto da nubile dalla benestante Elena, da decenni moglie di Luigi Cosic, ricco proprietario della locanda del luogo, I Cacciatori. 
Rancoroso, il nuovo venuto reclama la sua parte delle ricchezze di famiglia: a tale richiesta non è ostile la madre, che ne riconosce il diritto dato che il nucleo di base di tale agiatezza era stato costituito sulla propria dote di sposa, ma a lei, semiparalitica, è impedito di vederlo; la richiesta invece scatena le ire del dispotico e prepotente Luigi e del non meno energico e spregiudicato Alvaro, primogenito dei coniugi: i due uomini temono sia lo scandalo, sia una inevitabile riduzione del pur ingente patrimonio di famiglia. Per ordine del padre, Alvaro, in accordo con la moglie Lidia, non meno priva di scrupoli, attira Umberto in un tranello e lo uccide con un'ascia. Il losco trio decide di sbarazzarsi del corpo ma, durante il trafugamento del cadavere, viene intravisto da Caterina, la sguattera della locanda. Lidia, dopo averla inseguita fino alla sua camera, la sgozza con un rasoio affilato. 
La scomparsa di Umberto non ha destato alcun serio allarme dal momento che, in paese, nessuno lo ha mai conosciuto e nel caso di Caterina le indagini vengono insabbiate grazie all'influenza politica di Luigi, che ha partecipato anche alla Marcia su Roma ed è in grado di costringere il cav. De Cesa, segretario del Fascio locale, ad occultare l'accaduto. La morte di Caterina è dunque fatta passare per suicidio mentre il cadavere di Umberto, già fatto sparire, non è in alcun modo ricercato. 
Nel frattempo, viene combinato dalle rispettive famiglie il matrimonio fra Antonio, secondogenito di Luigi ed Elena, e Isa, giovane donna fragile di nervi e in passato ricoverata in ospedale psichiatrico ma dalla ricchissima dote, cui il marito, di carattere debole ed indeciso, in preda al rimorso sebbene per una complicità superficiale, confida le malefatte della propria famiglia. Appresi i delittuosi intrighi, Isa matura però una notevole repulsione nei confronti dei parenti acquisiti e, ben presto, ne viene vista come un pericolo, tanto che essi decidono dunque di ucciderla: una notte Lidia e Alvaro, piombati improvvisamente nella sua stanza da letto in colpevole assenza del marito, picchiato dal padre per estorcergli la verità, la soffocano con un cuscino. Anche per la sua morte le autorità e i testimoni vengono corrotti o bloccati con intimidazioni e ricatti. 
Alla fine della guerra e tramontato il Fascismo, le condizioni appaiono cambiate: ma se alcuni hanno perso la vita, come il maestro, dissidente eliminato dal regime, certe personalità, quali De Cesa, detengono ancora cariche chiave o comunque sono associate ai poteri forti, dopo aver cambiato, come tanti, tesserino politico. 
Alvaro, che è adesso il capo famiglia pur essendo Luigi ancora vivo ma invecchiato, ha deciso di rinnovare l'albergo e riesce a strappare all'assessore e a De Cesa i relativi permessi malgrado proprio quest'ultimo stia facendo erigere una struttura fortemente concorrenziale che comunque farebbe fallire quella dei Cosic. Intanto, Lidia progetta di fuggire dal paese sfruttando l'infatuazione per lei di Egidio, il fidanzato di Cecilia tornato monco di una mano dalla campagna di Russia.
L'unico che, in passato, aveva insistito con indagini personali sui due fatti insabbiati, il brigadiere Sanna, fa ritorno a Pradegà col grado di maresciallo. Non ha dimenticato gli ostacoli e le connivenze, le pressioni subite e le inconcludenze delle indagini, cosicché pur dapprima in veste non ufficiale ricomincia ad investigare con serietà, smascherando infine i colpevoli degli omicidi che avevano segnato la storia di Pradegà, compreso quello, fatto passare per incidente sul lavoro, dei Da Canton, i due che da fidanzati erano stati testimoni del trasporto, da parte di Alvaro, del cadavere di Isa e avevano taciuto, per paura e per interesse, decidendo Bepi solo dopo anni, e tramontata la stella dei Cosic, di ricattare il capofamiglia. 
Durante gli scavi nel cantiere di De Cesa vengono ritrovate ossa umane, tra cui un cranio che reca una fatale fenditura sulla parte superiore della calotta: ad alcuni vecchi frequentatori della locanda I Cacciatori viene richiesto dai carabinieri di osservare i resti dei vestiti, che essi riconoscono; soprattutto attira l'attenzione dei militi la medaglietta rimasta tra essi, recante il numero "76" e, sul retro, l'incisione, più piccola, di una data: "3 4 1900". 
Inopinatamente, il maresciallo di Pradegà ricorda che durante una sua giovanile ricerca di renitenti alla leva militare, proprio nel 1943, si era imbattuto nei dati di un "Diotallevi Umberto", la cui data di nascita corrispondeva, legge consultando la vecchia cartella, a quella incisa nella medaglietta, mentre il 76 era il codice identificativo individuale assegnato dal brefotrofio di Venezia cui il bambino era stato affidato quale neonato abbandonato ma riconosciuto dalla madre, Elena Parenzo: esattamente la donna che sarebbe stata poi moglie di Luigi Cosic. La madre lo aveva atteso invano proprio nei giorni in cui si era presentato alla locanda quello che molti avevano voluto credere l'amante segreto della sguattera, uno sconosciuto giunto la stessa sera della morte di Caterina e visto da alcuni avventori ma poi scomparso.
Scoperto, Alvaro si dà ad una convulsa fuga, durante la quale riesce a sparare un colpo di arma da fuoco a Sanna, uccidendolo, e però precipitando egli stesso, subito dopo, da una finestra. Antonio, ormai demente e del tutto perso in un mondo immaginario, siede vicino alla madre in lacrime, Lidia e Luigi sono invece arrestati dalla polizia; De Cesa si raccomanda con i muratori di risparmiare sul cemento armato nei lavori di edificazione del nuovo albergo.

## Accoglienza

### Critica
Nel suo “papiro elettronico”, Marcel M.J. Davinotti ricorda il precedente costituito dal film La donna del lago che aveva pur egli commentato, ma sottolineando quanto la serie si discosti, come peraltro dal libro di Comisso che lo aveva ispirato, per far maggiore riferimento ai fatti reali, ancorché la serie prenda come punto di riferimento e di partenza proprio l'arrivo nell'immaginario Pradegà, nel 1940 invece che nel 1933, del figlio illegittimo: fatto che le indagini non sono riuscite ad appurare sia avvenuto nella realtà. 
Davinotti mette in rilievo inoltre la validità sia della sceneggiatura, che ha i suoi punti di forza nel suscitare suspense quanto allo sviluppo dei rapporti tra i personaggi, dacché di per sé non possa attendersi dai fatti, già noti; sia della fotografia che privilegia i toni cupi, sia delle interpretazioni -specie di Cuny, di Guerrini e di Schneider-, sia nella resa del clima provinciale greve, malfidato e cospiratorio; lamenta invece una staticità narrativa che a suo parere ciononostante non inficia la godibilità del prodotto, considerandolo egli il migliore "approccio" all'argomento. 
Intervistata da Lina Agostini, Maria Schneider ricorda non solo le difficoltà dovute ai tagli dei finanziamenti da parte della Rai, tali che ne soffrisse l'ambientazione (non più nella valle come originariamente previsto), ma soprattutto quelle relative alla diversità di vedute quanto alla concezione del suo personaggio, che Fina esigeva più sensuale che rustico.